# Jermil Kostrov

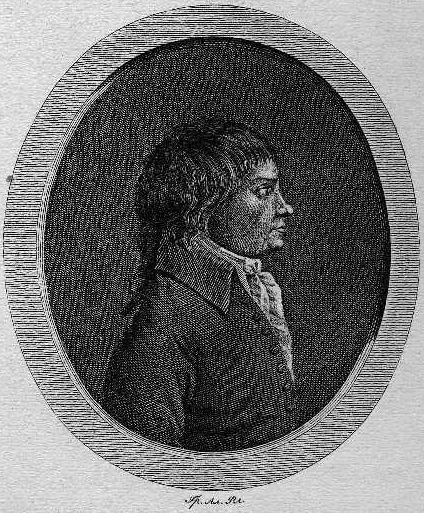
Jermil Kostrov

Jermil Ivanovitj Kostrov (ryska: Ермил Иванович Костров), född 1755 nära Vjatka, Kejsardömet Ryssland död 20 december (gamla stilen: 9 december) 1796 i Sankt Petersburg, var en rysk poet. 
Kostrov var verksam som akademisk odediktare, tillfällighetspoet och länsskrivare. Han översatte Appuleius "Den gyllene åsnan", Ossians sånger och Iliaden (tryckt 1787, 1811). Hans skrifter utgavs 1802 och 1849.